# Lisów (rejon kamieński)
Lisów (ukr. Лісове, Lisowe) – wieś na Ukrainie, w obwodzie wołyńskim, w rejonie kamieńskim. W 2024 liczyła 459 mieszkańców.
W pobliżu znajduje się przystanek kolejowy Polska Góra, położony na linii Sarny – Kowel.
Do 2020 w rejonie maniewickim.